# Municipalità distrettuale di John Taolo Gaetsewe
La municipalità distrettuale di John Taolo Gaetsewe (in inglese John Taolo Gaetsewe District Municipality) è un distretto della  provincia del Capo Settentrionale e il suo codice di distretto è DC45 (in alcuni casi è segnalato come CBDC1).
La sede amministrativa e legislativa è la città di Kuruman e il suo territorio si estende su una superficie di 23 681 km².
In base al censimento del 2001 la sua popolazione è di 191.538 abitanti.

## Geografia fisica

### Confini
La municipalità distrettuale di John Taolo Gaetsewe confina a nord con il Botswana, a nord e a est con quella di Dr Ruth Segomotsi Mompati (Nordovest), a sud con quella di Frances Baard e a sud e a ovest con quella di ZF Mgcawu.

### Suddivisione amministrativa
Il distretto è suddiviso in 3 municipalità locali:
- Joe Morolong
- Ga-Segonyana
- Gamagara